# Juste Chevillet
Justus (Juste) Chevillet (1729 i Frankfurt an der Oder – før den 16. november 1790 i Paris eller ca. 1802) var en tysk-fransk kobberstikker.
Han var formentlig af fransk herkomst og studerede under Georg Friedrich Schmidt (1712-1775) i Berlin. Dernæst flyttede han til Paris, hvor han blev udlært kobberstikker under Johann Georg Wille. Hans forbindelse med Wille blev af varig betydning, for Chevillet ægtede Mlle Deforge, en yngre søster til Willes hustru, og fik de opgaver, som Wille ikke selv kunne overkomme. Wille ses også at have aftalt aflønning af Chevillets arbejde for andre, og han trådte aldrig ud af Willes skygge som selvstændig kunstner.
To at hans mest populære stik Det gode eksempel og Mademoiselle sa soeur (1762; Paris, Bibliotheque nationale de France cat. nr. 8-9) er udført efter Johann Caspar Heilmann (1718-1760), som var en ven til Wille. Chevillet udførte også en lang række stik efter forlag af Willes søn, Pierre Alexandre Wille (Bibliotheque nationale cat. nr. 27-33).
Juste Chevillets fremmeste værker er stik efter portrætmalerier, herunder Jean-Baptiste-Simeon Chardins selvportræt (1771, Bibliotheque nationale cat. nr. 38). Han har også stukket portrættet af Ludvig Holberg (1762).
Chevillet udførte også stik efter værker af de samtidige malere og grafikere Pierre-Antoine Baudouin, Jean-Baptiste Greuze, Jean-Baptiste Le Prince og Louis-Rolland Trinquesse. Ifølge Wille blev Chevillet optaget som medlem af kunstakademiet i Wien i 1775.